# Estádio Norberto "Tito" Tomaghello
O Estádio Norberto "Tito" Tomaghello é um estádio multiuso localizado em Florencio Varela, cidade da província de Buenos Aires, na Argentina. A praça esportiva, usada principalmente para o futebol, pertencente ao Defensa y Justicia, foi inaugurada em 26 de fevereiro de 1978 e tem capacidade para cerca de 15 700 espectadores.
Em fevereiro de 2021, foi anunciado que o clube planejava reformar o estádio novamente, instalando uma nova área de assentos (incluindo cabines de imprensa) para 8.000 espectadores.

## História

### Inauguração
O estádio do Defensa y Justicia foi inaugurado em 26 de fevereiro de 1978 com o nome de "General Don José de San Martín". A partida inaugural foi um amistoso entre o Defensa y Justicia e as categorias de base do Boca Juniors, que foi reforçada com alguns profissionais.

### Mudança de nome
Em 15 de dezembro de 1990, o estádio passou a se chamar Norberto "Tito" Tomaghello.

### Origem do nome
O nome atual do estádio é em homenagem a um ex-presidente do Defensa y Justicia, que presidia o clube na época da afiliação à Associação do Futebol Argentino (AFA).